# Fernmeldeturm Birkholzaue
Der Fernmeldeturm Birkholzaue (oder Dezimeterturm genannt) ist ein 110 Meter hoher Fernmeldeturm in der Nähe von Birkholzaue in Bernau bei Berlin im Bundesland Brandenburg.

## Geschichte
Der Fernmeldeturm wurde im Auftrag des Ministeriums für Post- und Fernmeldewesen errichtet. Für die Fundamentgrube mussten 3175 Kubikmeter Erde ausgehoben werden. Der Turm hat ohne Antenne eine Höhe von 110 Metern. Bis Dezember 1958 erreichte der Turm eine Höhe von 80 Metern, hatte einen Durchmesser von 5,40 Metern und die Wandstärke betrug 15 Zentimeter. Im Herbst 1959 war der Turm fertiggestellt worden. Danach haben anderen Spezialfirmen mit den Innenarbeiten begonnen und so wurde in der Mitte des Turms eine Aufzugsanlage installiert.
Der Turm war früher eingebunden in das Richtfunknetz der Partei und der Nationalen Volksarmee. Zusätzlich sind heute auch Antennen für Mobilfunk angebracht. 